# كريفتل
كريفتل (بالألمانية: Kriftel) هي بلدية في تابعة لمنطقة ماين-تاونوس بالقرب منفيسبادن في ولاية هيسن ألمانيا. تقع على بعد 16 كم غرب فرانكفورت. يقطن المدينة حوالي 11000 نسمة. تشتهر كريفتل بأنها «بستان فاكهة تاونوس» (Obstgarten des Vordertaunus)، وذلك بسبب وفرة البساتين المحيطة بها ولا سيما الفراولة.

## التاريخ
أول مرة ذكرت كريفتل في الوثائق  التاريخية عام  790.
تضررت كريفتل بشكل كبير خلال حرب الثلاثين عاما، وخصوصا  كنيستها  التي لم يكتمل بناؤها مجددا حتى عام 1755 بسبب الضرر الكبير الذي حل بها. والتهم أيضا حريق كبير دمر ما يقرب من القرية بأكملها (34 منزلا من أصل 38) خلال الحرب في 1661.
من عام 1945 حتى أزمة النفط في عام 1973، شهدت المدينة انفجارا سكانيا بسبب الهجرة الجماعية والزحف العمراني والاعداد الكبيرة من العمال الذين استوطنوا فيها حيث تم تأمين الأراضي الرخيصة  لبناء الوحدات السكنية لهم.

## اليوم
في كريفتل  اثنين من الكنائس، الكنيسة الكاثوليكية «سانت فيتوس» والكنيسة البروتستانتية «كنيسة القيامة»  وهناك ثلاث مدارس أحدها مدرسة ابتدائية Lindenschule .
كريفتل مكان مثالي لقضاء أوقات الفراغ (فري تايم بارك) مع بركة سباحة أماكن للعب كرة القدم، الغولف، كرة الطائرة الشاطئية، وأنابيب التزحلقوالتزلج على الجليد. لدى القرية عدة نوادي أك SV 07 Kriftel (كرة القدم) و Turn - und Sportverein Kriftel (الرياضة بشكل عام وخاصة الكرة الطائرة وركوب الدراجات).

## المدن التوأمة
المدن التوأمة لكريفتل:
- Airaines، فرنسا

## وصلات خارجية
- الموقع الرسمي لمدينة كريفتل (بالألمانية)